# 튀르키예 국가정보부
튀르키예 국가정보부(튀르키예어: MIT: Milli Istihbarat Teskilati)는 튀르키예의 정부 정보 조직이다. 냉전시대의 1965년에 National Security Service를 대체하여 설립되었다.